# Melitón Arroyo
Pedro Melitón Arroyo, (Buenos Aires, marzo de 1801 - Mendoza, abril de 1875), político argentino, gobernador de la Provincia de Mendoza, que fue derrocado por la Revolución de los Colorados.

## Biografía
Se trasladó muy joven a Mendoza, donde se estableció como comerciante.
A mediados de la década de 1840 fue elegido legislador provincial, y apoyó al gobernador Alejo Mallea. Siguió ocupando cargos durante quince años, casi sin interrupción. Llegó a los primeros lugares de los grupos gobernantes en 1860, con varios cargos simultáneamente. Ese año fue miembro de la comisión para auxiliar a las víctimas del terremoto (que eran prácticamente todos los mendocinos), presidida por el coronel Juan de Dios Videla.
En 1862 era presidente de la legislatura, y firmó como gobernador delegado el reconocimiento del gobierno nacional que, de hecho, ya ejercía Bartolomé Mitre. Se identificó rápidamente con el partido de éste.
En octubre de 1866 fue elegido gobernador de Mendoza por el partido de Mitre, y asumió el 1 de noviembre. Apoyó la formación de contingentes de soldados para enviarlos al frente de la Guerra del Paraguay. Once días más tarde, durante el baile de gala con que festejaba su asunción al mando, se sublevaron las tropas que estaban por salir al frente, y que estaban alojadas en la cárcel.
Los soldados liberaron a los presos, incluidos un gran números de montoneros del Chacho, prisioneros desde mucho antes, y el doctor Carlos Juan Rodríguez, opositor destacado al gobierno provincial. Ese fue el comienzo de la llamada Revolución de los Colorados.
Rodríguez se nombró a sí mismo gobernador, y nombró comandante de las tropas al coronel Juan de Dios Videla, sanjuanino. Éste avanzó hacia San Juan, donde derrotó a las milicias sanjuaninas y riojanas, y a continuación se hizo nombrar gobernador. Felipe Saá se hizo con el poder en la provincia de San Luis.
Arroyo ya había huido a San Rafael, en el sur de Mendoza, y desde allí a Chile. Pero en abril del año siguiente, el general Juan Saá fue vencido en la batalla de San Ignacio, provincia de San Luis. Y los federales huyeron a Chile, incluyendo a Rodríguez y los Saá.
Arroyo regresó y ocupó el gobierno. Falto de todo prestigio y acusado de debilidad por haber permitido que estallara la revolución, renunció en el mes de julio, sin haber llegado a hacer nada en el gobierno, excepto enviar el contingente mendocino a la Guerra del Paraguay.
Falleció en Mendoza en abril de 1875.